# Doris Dragović
Dorotea "Doris" Dragović, hrvaška pevka zabavne glasbe, * 16. april 1961, Split (Hrvaška).
Leta 1999 je na Pesmi Evrovizije s pesmijo Marija Magdalena osvojila četrto mesto, kar je najboljši dosežek Hrvaške na tem tekmovanju.

## Diskografija
- 1985 — Tigrica
- 1986 — Željo moja
- 1987 — Tužna je noć
- 1987 — Tvoja u duši
- 1988 — Pjevaj srce moje
- 1989 — Budi se dan
- 1992 — Dajem ti srce
- 1993 — Ispuni mi zadnju želju
- 1995 — Baklje Ivanjske
- 1996 — Rođendan u Zagrebu
- 1997 — Živim po svom
- 1999 — Krajem vijeka
- 2000 — Lice
- 2002 — Malo mi za sriću triba
- 2009 — Ja vjerujem
- 2014 — Koncert u Lisinskom